# 夕部
夕部（せきぶ）は、漢字を部首により分類したグループの一つ。
康熙字典214部首では36番目に置かれる（3画の7番目）。

## 概要
夕字は夕方を意味する。『説文解字』によると月が半分だけ現れたさまに象るという。
ただし、「舛」の左側などは楷書の筆画上「夕」とっているが、この場合は「夂」の楷書における変形で右足を意味する。
偏旁の意符では夜の時間や夜の活動に関することを示す。
夕部はこのような意符を構成要素とする漢字および「夕」の形を筆画に持つ漢字を収める。
片仮名の「タ」に似ているが、それは「夕」を含む「多」という字から来た為である。

## 部首の通称
- 日本：ゆうべ・ゆう・た（片仮名の「タ」から。小学校の漢字教育で使用）
- 韓国：저녁석부（jeonyeok seok bu、ゆうべの夕部）
- 英米：Radical evening

## 部首字
夕
- 中古音
  - 広韻 - 祥易切、昔韻
  - 詩韻 - 陌韻、入声
  - 三十六字母 - 邪母
- 中国語
  - 普通話 - ピンイン：xī 注音：ㄒㄧ ウェード式：hsi 1
  - 広東語 - Jyutping:zik6 イェール式:jik6
- 日本語 - 音：セキ（漢音）・ジャク（呉音） 訓：ゆう・ゆうべ
- 朝鮮語 - 訓音：저녁（jeonyeok、ゆう）・밤(bam、よる) 석(seok)

甲骨文
金文
大篆
小篆

## 例字
- 夕・外・多・夛・够・夢・𡗅・𡗐
- 夙
- 夜

### 最大画数
𡗑